# Platylister sumatrensis
Platylister sumatrensis är en skalbaggsart som först beskrevs av Sylvain Auguste de Marseul 1880.  Platylister sumatrensis ingår i släktet Platylister och familjen stumpbaggar. Inga underarter finns listade i Catalogue of Life.